# Корбень (Арджеш)
Корбень, Корбені (рум. Corbeni) — село у повіті Арджеш в Румунії. Входить до складу комуни Корбень.
Село розташоване на відстані 149 км на північний захід від Бухареста, 52 км на північ від Пітешть, 127 км на північний схід від Крайови, 84 км на південний захід від Брашова.

## Населення
За даними перепису населення 2002 року у селі проживали 488 осіб, усі — румуни. Усі жителі села рідною мовою назвали румунську.